# David R. Wones
David R. Wones (* 13. Juli 1932 in San Francisco; † 25. Oktober 1984) war ein US-amerikanischer Mineraloge und Petrologe.
Wones war der Sohn eines Colonels der US Army, der in der Krankenhausverwaltung tätig war, und verbrachte seine Jugend an vielen Stationierungsorten seines Vaters in den USA. Nach dem Abschluss an der Thomas Jefferson High School in San Antonio in Texas 1950 studierte er Geologie am Massachusetts Institute of Technology mit dem Bachelor-Abschluss 1954. Seine Dissertation fertigte er ab 1957 als Vannevar Bush Fellow am Geophysical Laboratory der Carnegie Institution in Washington D.C., wo er eng mit Hans P. Eugster über Phasenrelationen von Biotiten, über Phlogopit-Annit und Ferriannit zusammenarbeitete, und wurde 1960 am MIT bei Gordon J. F. MacDonald promoviert. Ab 1959 war er beim US Geological Survey als experimenteller Petrologe in deren geologischem Thermometrie-Projekt, er unternahm aber auch Felduntersuchungen in Kalifornien und New Mexico. Ab 1967 war er Associate Professor am MIT, bevor er 1971 wieder zum US Geological Survey ging als Leiter der Abteilung experimentelle Geochemie und Mineralogie. 1977 wurde er Professor für Geologie am Virginia Polytechnic Institute, an dem er 1980 bis 1984 Vorstand seines Departments war. Er starb 1984 bei einem Autounfall.
Er war eine führende Autorität für die Granit-Plutone in Neuengland (Maine, Massachusetts) und Experte für Minerale der Glimmergruppe, die er als experimenteller Mineraloge erforschte. Er unternahm auch umfangreiche Felduntersuchungen in den Granit-Plutonen der Sierra Nevada, dem klassischen Untersuchungsgebiet für Granit-Plutone, und forschte über Granit-Entstehung.
1978/79 war er Präsident der Geological Society of America und der Mineralogical Society of America. Er war Fellow der Mineralogical Society of America (1965), der Geological Society of America und der American Geophysical Union.
1969 bis 1971 gehörte er zu dem Team von Wissenschaftlern, das die Gesteinsproben von Apollo 12 und 14 zuerst untersuchte. 
Das Glimmermineral Wonesit ist ihm zu Ehren benannt.
1958 heiratete er Constance Gilman, mit der er vier Kinder hatte.